# Jafa
Jafa, (hebrejsko יָפוֹ‎, Jafo) je starodavno sredozemsko pristanišče, ki se nahaja tik ob Tel Avivu, v Izraelu. Neuradno je najstarejše pristanišče na svetu.

## Zgodovina
Arheološke najde iz druge polovice 20. stoletja so odkrile sledi zgradb in poti iz zgodnje bronaste dobe. Sledila so odkritja ostankov trdnjav in večjega obzidja iz pozne bronaste dobe. Najdeni so bili tudi preostanki zgradb iz obdobja Perzijcev, Grkov in Egipčanov.
V letu 1099 so krščanske vojske iz obdobja križarskih vojn zavzele pristanišče Jafa, ki so ga zapustili muslimani in utrdili in obnovili pristanišče. Območje je kmalu prevzelo pomembno vlogo, saj je postalo osrednje obmorsko oskrbovalno središče Jeruzalemskega kraljestva. Leta 1192 je območje zavzel Saladin, a so že leta 1223 kraj zavzeli francoski osvajalci. Jafa je takrat služila kot utrdba. Nadvlada osvajalcev križarskih vojn se je končala v letu 1268, z zasedbo sultana Mumlaka. Pristanišče so novi osvajalci uničili in porušili zgradbe. V izogib ponovnim zasedbam s strani križarjev, so naslednji muslimanski vladarji območje temeljito preverjali in ga zastražili.
V 16. soletju je bilo območje zasedeno in priključeno osmanskemu cesarstvu. V obdobju te vladavine je imela Jafa status naselja.
Po nekaterih podatkih je bila Jafa pristanišče zadnjih 4000 let. Leta 1799 je kraj oblegala Napoleonova vojska. Številni prebivalci so bili ubiti. Sledila je kuga, ki je populacijo drastično znižala.
Kot urbano središče je Jafa rasla od začetka 18. stoletja naprej, ko je osmanska oblast v Konstantinoplu reagirala na številne vpade piratov in beduinov. V Jafi je bila postavljena vojska, ki je stražila predvsem strateško pomembno pristanišče.
Večja širitev je sledila proti začetku 19. stoletja. Število prebivalcev iz leta 1806, ko jih je Jafa štela 2500, je zraslo na 17.000 v letu 1886.

## Moderno obdobje
Od leta 1800 do 1870 je bila Jafa obkrožena z obzidjem in obrambnimi stolpi. Ko so se varnostne razmere izboljšale, je bil sklop slednjih podrt, s čimer je bila omogočena širitev kraja. Nasip na morju je ostal nedotaknjen do leta 1930, ko je bil pod britanskim poveljstvom obnovljen. V zgodnjem 19. stoletju je Jafa pričela gospodarsko cveteti zaradi rastoče trgovine, predvsem z izvoznimi produkti svile in agrumov v Evropo.
Rast in razvoj kraja v kasnejših letih sta nazadovali zaradi hitro razvijajočega se Tel Aviva, ki je neposredno ob Jafi. Še danes pa živita v sicer večinsko judovski regiji, številčna arabska in krščanska skupnost.